# (2868) Upupa
(2868) Upupa ist ein Asteroid des Hauptgürtels, der am 30. Oktober 1972 vom Schweizer Astronomen Paul Wild, vom Observatorium Zimmerwald der Universität Bern aus, entdeckt wurde.
Der Asteroid wurde am 10. November 1992 nach dem Wiedehopf (lateinischer Gattungsname Upupa) benannt. Ein weiterer nach dem Wiedehopf benannter Asteroid ist (8586) Epops.